# Pseudotaeniacanthus septemsetigerus
Pseudotaeniacanthus septemsetigerus is een eenoogkreeftjessoort uit de familie van de Taeniacanthidae. De wetenschappelijke naam van de soort is voor het eerst geldig gepubliceerd in 1995 door Johnson S.C. & Kabata.